# Fărcășești
Fărcășești – wieś w Rumunii, w okręgu Gorj, w gminie Fărcășești. W 2011 roku liczyła 433 mieszkańców.